# Мајкл Досон
Мајкл Ричард Досон (енгл. Michael Richard Dawson; Норталертон, 18. новембар 1983) је енглески фудбалер, који тренутно игра за Нотингем Форест у одбрани. Већину своје каријере је провео у Тотенхему. 2018. године вратио се у Нотингем Форест у којем је започео каријеру.